# Bemisia medinae
Bemisia medinae là một loài côn trùng cánh nửa trong họ Aleyrodidae, phân họ Aleyrodinae.
Bemisia medinae được Gomez-Menor miêu tả khoa học đầu tiên năm 1954.